# 舍爾納克

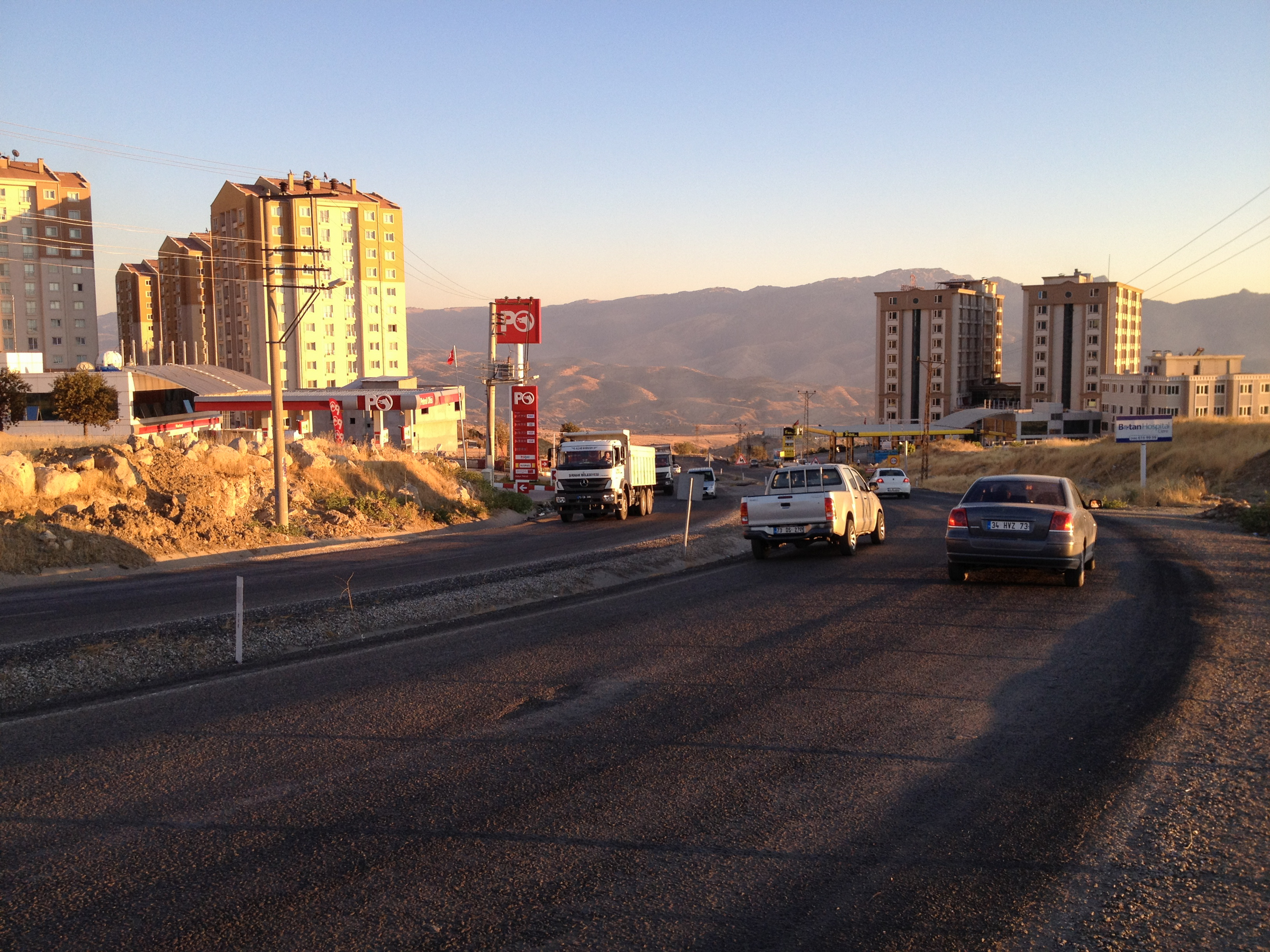
舍爾納克

舍爾納克是土耳其舍爾納克省的首府，位於該國東南部，海拔高度1,650米，受大陸性氣候影響，每年平均降雨量665毫米，2011年人口61,335。

## 外部連結
- Tourism information is available in English at the Southeastern Anatolian Promotion Project site.

37°30′59″N 42°27′40″E / 37.51639°N 42.46111°E